# Олівет (Мічиган)
Олівет (англ. Olivet) — місто (англ. city) в США, в окрузі Ітон штату Мічиган. Населення — 1517 осіб (2020).

## Географія
Олівет розташований за координатами 42°26′35″ пн. ш. 84°55′48″ зх. д. / 42.44306° пн. ш. 84.93000° зх. д. (42.443015, -84.930137).  За даними Бюро перепису населення США в 2010 році місто мало площу 2,65 км², з яких 2,64 км² — суходіл та 0,00 км² — водойми.

## Демографія
Згідно з переписом 2010 року, у місті мешкало 1605 осіб у 426 домогосподарствах у складі 247 родин. Густота населення становила 607 осіб/км².  Було 483 помешкання (183/км²).
Расовий склад населення:
| - 89,8 % — білих - 6,8 % — чорних або афроамериканців - 0,6 % — азіатів - 0,2 % — корінних американців |

До двох чи більше рас належало 1,9 %. Частка іспаномовних становила 3,1 % від усіх жителів.
За віковим діапазоном населення розподілялося таким чином: 15,4 % — особи молодші 18 років, 78,6 % — особи у віці 18—64 років, 6,0 % — особи у віці 65 років та старші. Медіана віку мешканця становила 21,7 року. На 100 осіб жіночої статі у місті припадало 110,1 чоловіків;  на 100 жінок у віці від 18 років та старших — 106,4 чоловіків також старших 18 років.
Середній дохід на одне домашнє господарство  становив 52 898 доларів США (медіана — 40 000), а середній дохід на одну сім'ю — 60 300 доларів (медіана — 50 000). Медіана доходів становила 34 886 доларів для чоловіків та 36 500 доларів для жінок. За межею бідності перебувало 21,1 % осіб, у тому числі 38,3 % дітей у віці до 18 років та 5,6 % осіб у віці 65 років та старших.
Цивільне працевлаштоване населення становило 687 осіб. Основні галузі зайнятості: освіта, охорона здоров'я та соціальна допомога — 32,6 %, мистецтво, розваги та відпочинок — 17,5 %, виробництво — 14,4 %.